# 유추
유추(類推)는 유비(類比) 또는 아날로지(analogy)라고도 하며, 연역 · 귀납과는 다른 특수한 것으로부터 특수한 것을 이끄는 추리를 말한다.
두 개의 특수한 대상에서 어떤 징표가 일치하고 있기 때문에 다른 징표도 일치하고 있음을 추정한다. 유추는 개연적인 결론밖에 주지 않으나 과학적 가설을 세울 때에 중요한 역할을 다할 때가 있다.

## 문장에서의 유추
유추는 추론의 일종으로, 이미 아는 사실에 근거하여 모르는 사실을 추측하는 경우이다. 즉 소주제나 그와 연관된 사항을 전개해 감에 있어서 어떤 사실을 논리적으로 검증하는 것이 아니라 미루어 짐작하는 수법이다. 이러한 유추법은 정확성을 요구하는 논문류의 문장에는 부적합하나, 실제 검증이 불가능할 경우 사용할 수도 있다.

## 같이 보기
- 사례기반추론
- 결의론
- 오리 실험
- 보면 안다
- 은유
- 비화